# تونی راموئن
تونی راموئن (فرانسوی: Tony Ramoin‎؛ زادهٔ ۲۳ دسامبر ۱۹۸۸) اسنوبردسوار اهل فرانسه است.
وی در مسابقات کشوری و بین‌المللی در مجموع برندهٔ ۱ مدال برنز شده‌است.